# Disteniazteca
Disteniazteca är ett släkte av skalbaggar. Disteniazteca ingår i familjen långhorningar.
Kladogram enligt Catalogue of Life:
| Disteniazteca | \| \| Disteniazteca fimbriata \| \| \| \| \| \| Disteniazteca pilati \| \| \| \| |
|               | \| \| Disteniazteca fimbriata \| \| \| \| \| \| Disteniazteca pilati \| \| \| \| |
|               | Disteniazteca fimbriata                                                          |
|               |                                                                                  |
|               | Disteniazteca pilati                                                             |
|               |                                                                                  |